# دوقية ساكسونيا كوبورغ وغوتا
دوقية ساكسونيا كوبورغ وغوتا (بالألمانية: Herzogtum Sachsen-Coburg und Gotha) استخدم كاسم جماعي لدوقيتين، ساكسونيا كوبورغ وساكسونيا غوتا في ألمانيا. كانت تقعان في ما هو اليوم ولايتا بافاريا وساكسونيا السفلى على التوالي، وكانتا في اتحاد شخصي بين عامي 1826 و1918. وصلت الدوقية إلى نهايتها في نوفمبر 1918 كحال الممالك الألمانية الأخرى، وأنشأت دولة ساكسونيا كوبورغ غوتا الحرة: تم دمجها هذا في ولاية تورنغن جديدة بعد ذلك بعامين.
اسم ساكسونيا كوبورغ غوتا قد تشير أيضا إلى أسرة آل ساكسونيا كوبورغ وغوتا الحاكمة والتي لعبت أدوارا متنوعة كثيرة في تاريخ أوروبا السلالي والسياسي في القرنين التاسع عشر والعشرين، وفروعها لاتزال حاكمة في بلجيكا والكومنولث الملكي.

## حكام الدوقية

### دوقات ساكس-كوبرغ وغوتا (1826 - 1918)
- إرنست الأول، الدوق 1826–1844 (1784–1844)
  - إرنست الثاني، الدوق 1844–1893 (1818–1893)
  -  ألبرت أمير ساكس-كوبرغ وغوتا (1819–1861)، متزوج من الملكة فيكتوريا
    - ألفريد، الدوق 1893–1900 (1844–1900)، دوق إدنبرة الأول
    -  ليوبولد، أمير المملكة المتحدة، دوق ألباني الأول (1853–1884)
      -  كارل إدوارد، الدوق 1900–1918 (1884–1954)، جرد من اللقب 1918.

### المدعيون «رؤساء بيت ساكس-كوبرغ وغوتا» (1918 - إلى الوقت الحاضر)
- كارل إدوارد، Prince 1918–1954 (1884–1954)، جُرد من اللقب البريطاني كـ دوق ألباني الثاني في 1919
  - يوهان ليوبولد، أمير ساكس-كوبرغ وغوتا الوراثي، (1906–1972)، استسلم حقه 1932
  -  فريدرش يوشيا، أمير 1954–1998 (1918–1998)
    -  أندرياس، أمير 1998–إلى الوقت الحاضر (ولد 1943)
      - هوبرتوس مايكل، أمير ساكس-كوبرغ وغوتا الوراثي (ولد. 1975)
        -  فيليب، أمير ساكس-كوبرغ وغوتا (ولد 2015)

      -  ألكسندر، أمير ساكس-كوبرغ وغوتا (ولد 1977)

## معرض صور

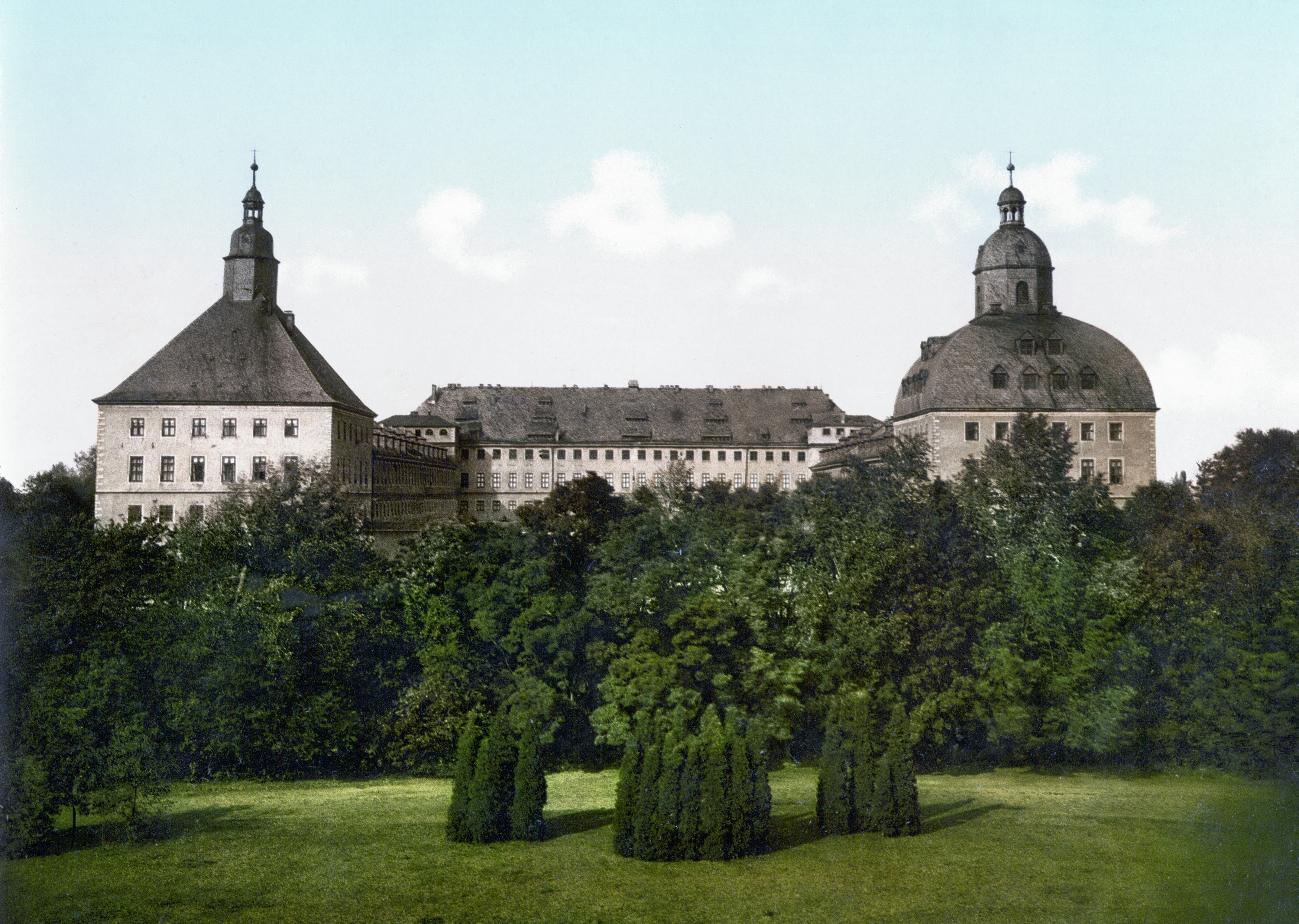
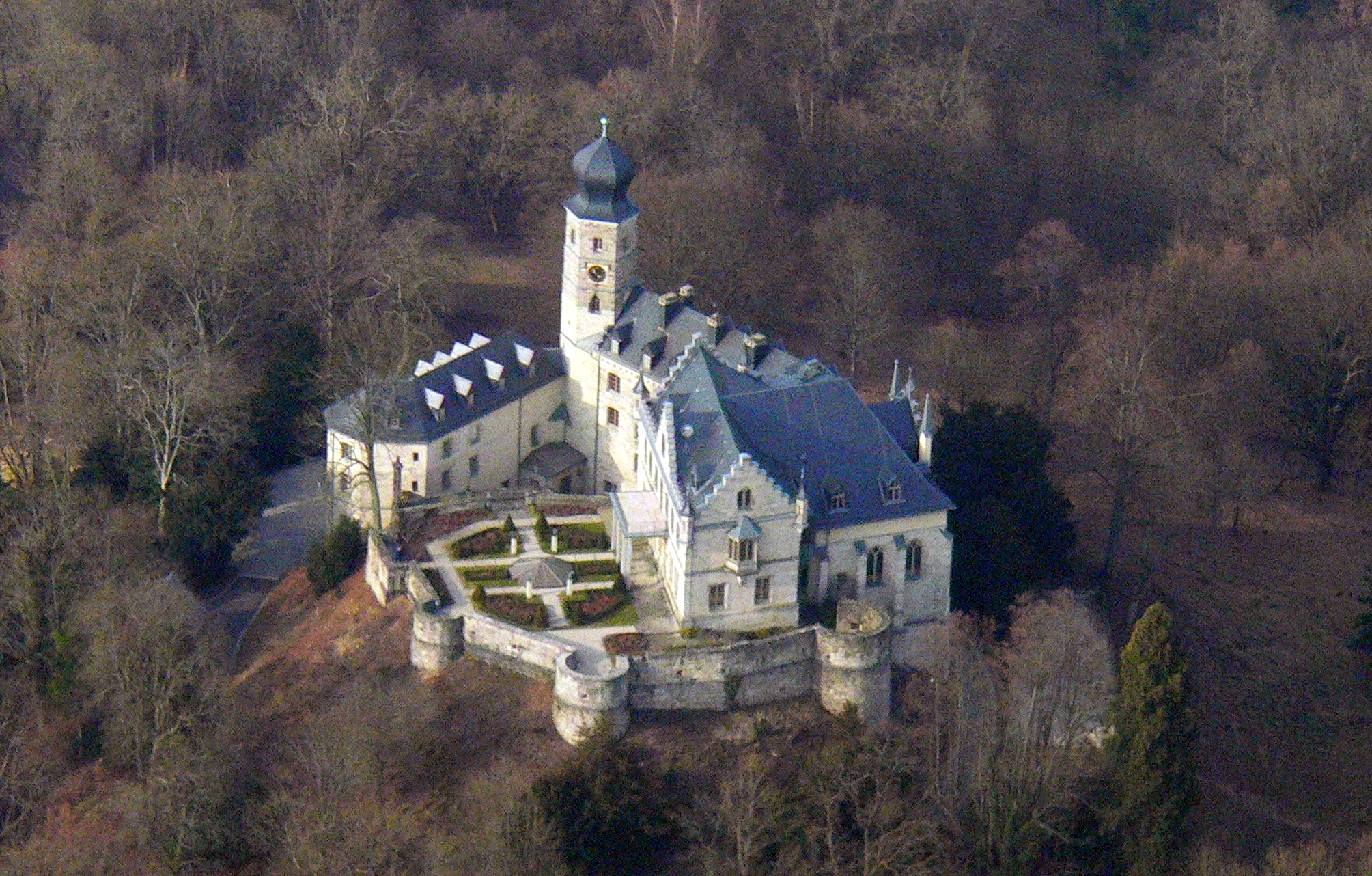
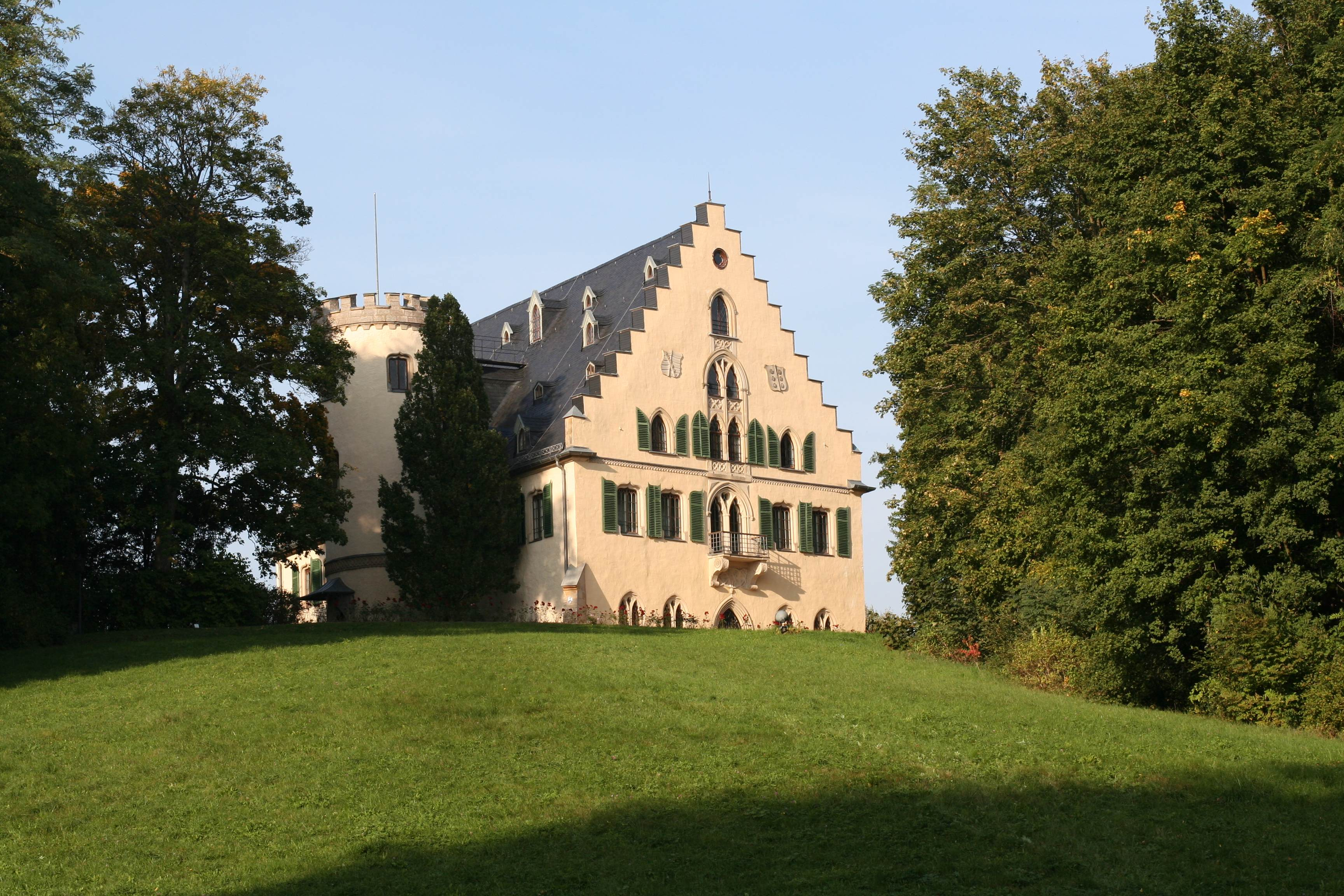
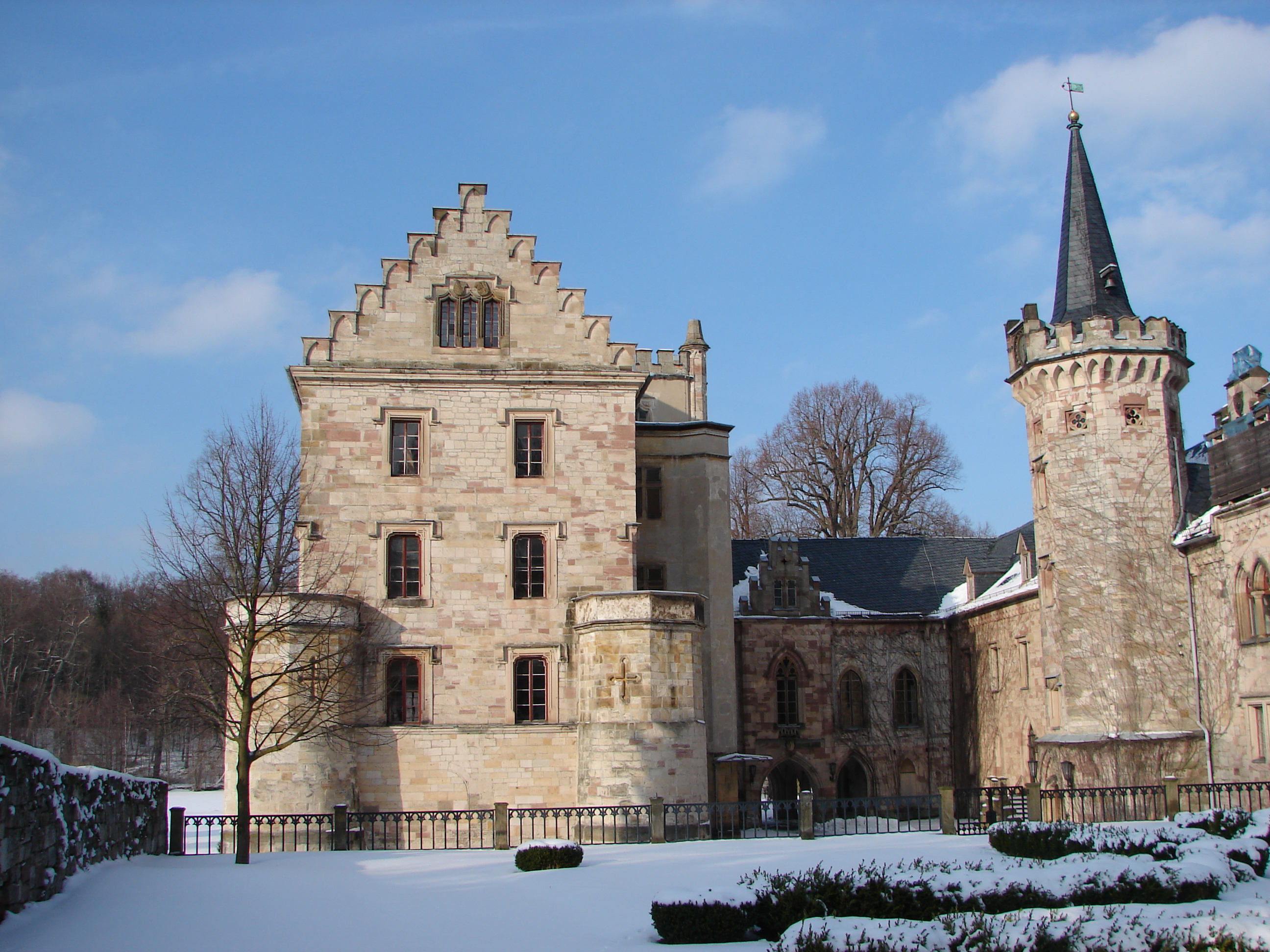
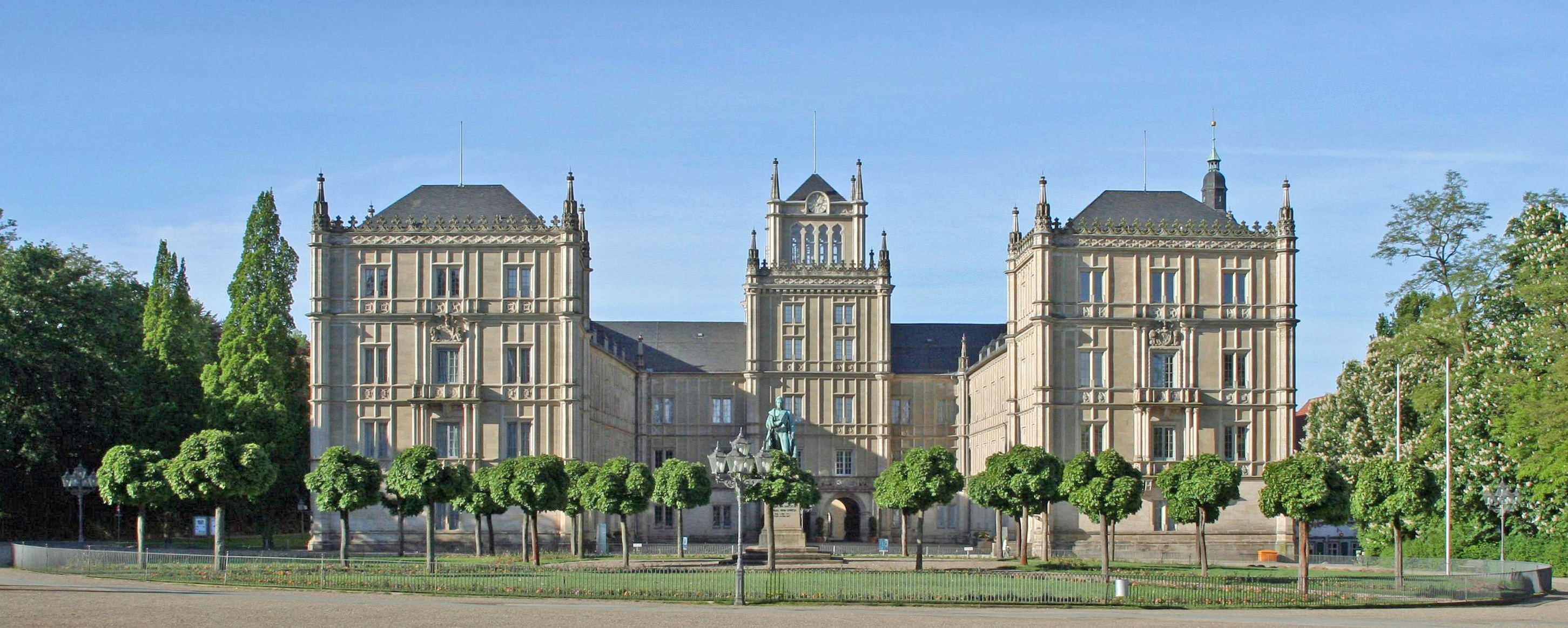
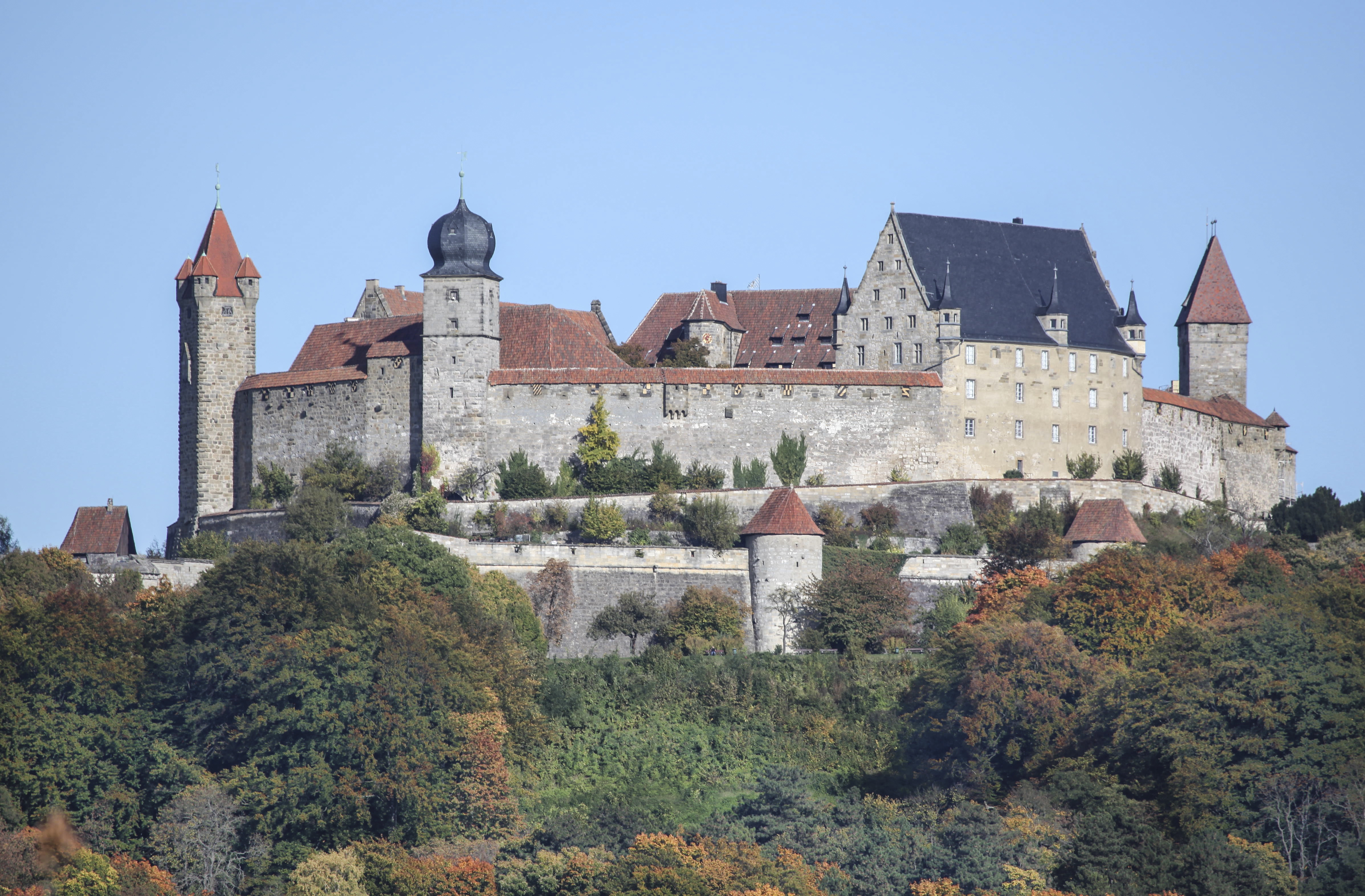